# Bizcocho dominicano

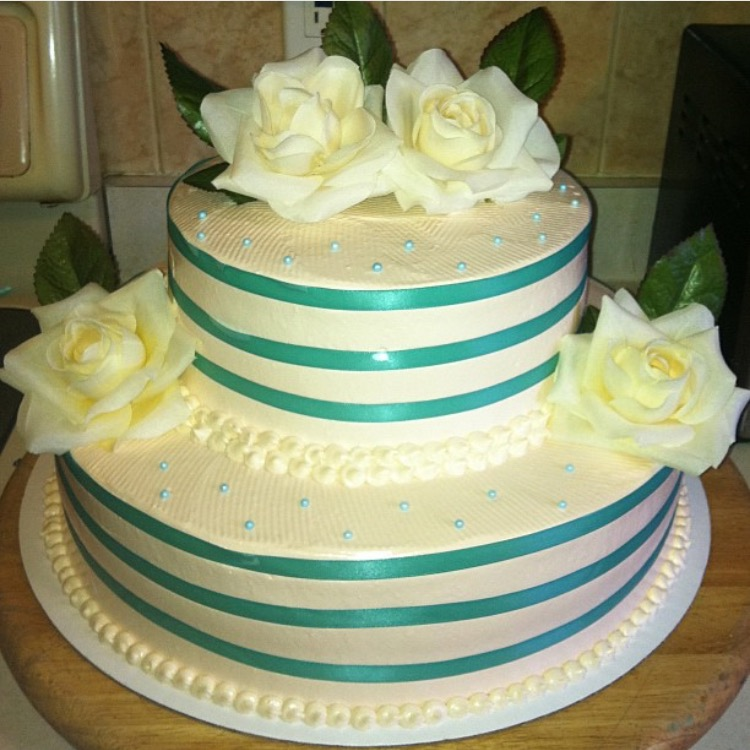
Un bizcocho dominicano típico

Bizcocho dominicano o pastel dominicano es un tipo del pastel popularizado por panaderías de la República Dominicana . El pastel está caracterizado por su textura húmeda y esponjosa y su cobertura de merengue. Es un comida habitual para ocasiones especiales, y está presente en la mayoría de los eventos celebrados por familias dominicanas, incluyendo aniversarios, fiestas de nacimiento, comuniones, y cumpleaños. Los pasteles pueden ser encontrados en muchas panaderías dominicano-estadounidenses y es también una venta popular de muchos exitosos negocios de casa.

## Ingredientes y sabores
Como la mayoría de los pasteles, los ingredientes principales incluyen mantequilla, harina, leche y huevos. Un factor distintivo del pastel dominicano es su glaseado, o "suspiro." El Suspiro es un tipo de glaseado hecho de claras de huevo y azúcar que son mezclados para formar un merengue. El relleno más popular para el bizcocho dominicano es el piña horneada dentro, pero otros rellenos incluyen guayaba, tres leches, y dulce de leche.

## Galería

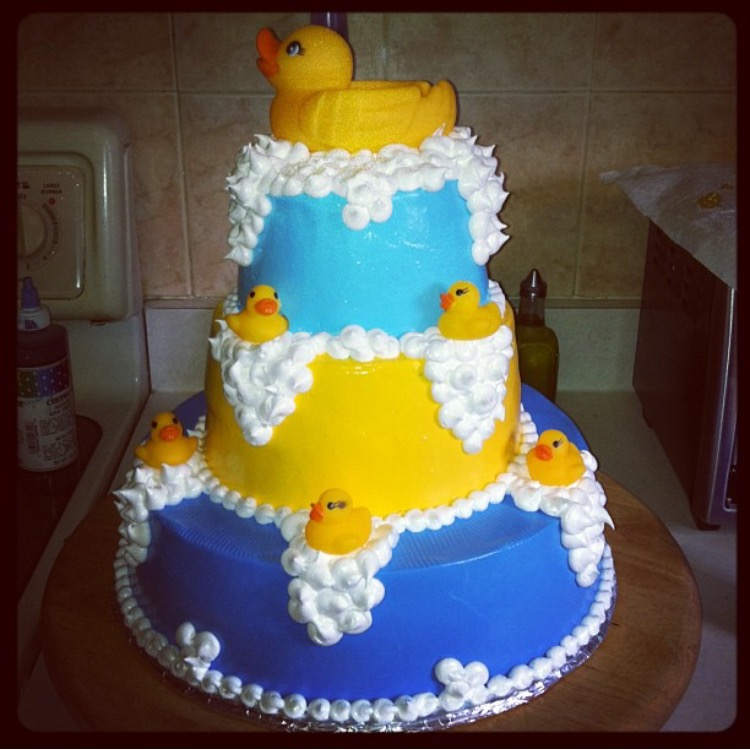
Bizcocho dominicano de Fiesta de Nacimiento
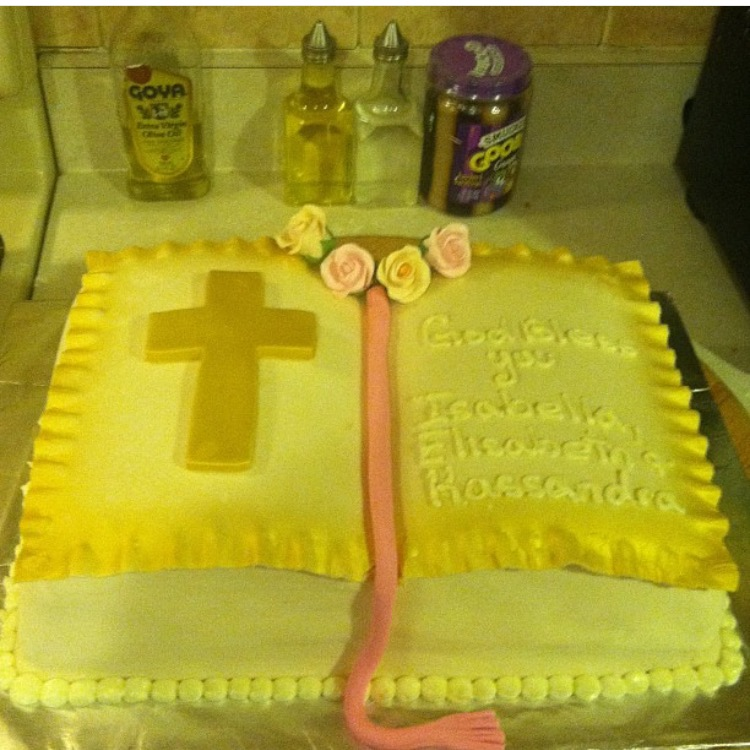
Bizcocho dominicano de comunión
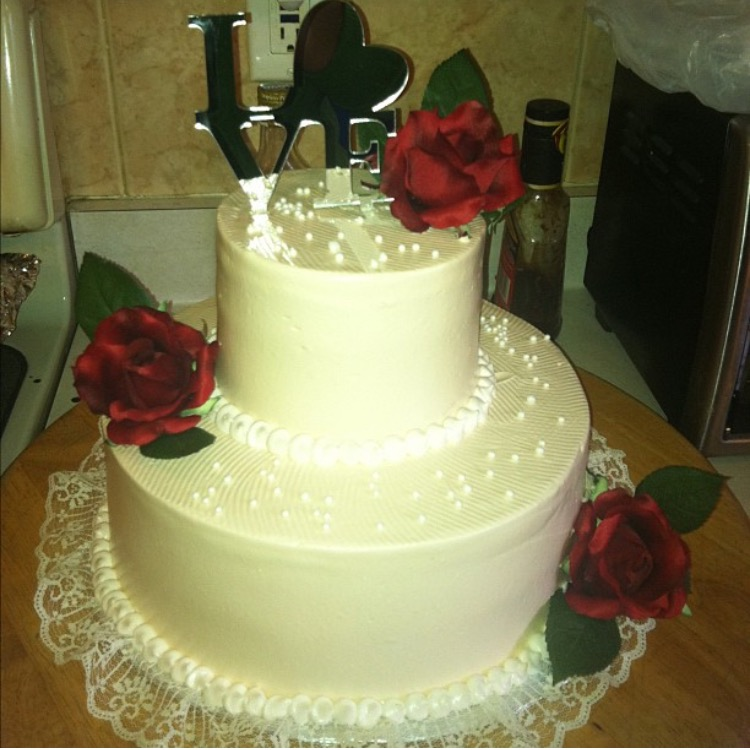
Bizcocho dominicano de aniversario